# Junto
Whig Junto – wigowska junta – tak nazywano grupę brytyjskich zwykle wigowskich ministrów gabinetu w latach 1704-1710, którzy głosili hasło "no peace without Spain" (nie ma pokoju bez [zdobycia całej] Hiszpanii"), tzn. kontynuowania wojny z Ludwikiem XIV (wojna o sukcesję hiszpańską; 1702-1714) aż do zwycięskiego końca, podczas gdy ich przeciwnicy – torysi uważali, że czas ją zakończyć, choćby na niezbyt korzystnych warunkach. Junto przewodził wódz John Churchill, 1. książę Marlborough.